# Velika nagrada Barija 1950
Velika nagrada Barija 1950 je bila neprvenstvena dirka Formule 1 v sezoni 1950. Odvijala se je 9. julija 1950.

## Dirka
| Poz | Št | Dirkač                         | Moštvo                    | Konstruktor       | Krogi | Čas/Odstop              |
| --- | -- | ------------------------------ | ------------------------- | ----------------- | ----- | ----------------------- |
| 1   | 16 | Giuseppe Farina                | Alfa Romeo SpA            | Alfa Romeo        | 60    | 2.34:29,6               |
| 2   | 2  | Juan Manuel Fangio             | Alfa Romeo SpA            | Alfa Romeo        | 60    | + 46,4 s                |
| 3   | 20 | Stirling Moss                  | Privatnik                 | HWM-Alta          | 58    | +2 kroga                |
| 4   | 18 | Pierre Levegh                  | Privatnik                 | Talbot-Lago       | 58    | +2 kroga                |
| 5   | 24 | Franco Cortese                 | Privatnik                 | Ferrari           | 58    | +2 kroga                |
| 6   | 4  | Clemente Biondetti             | Privatnik                 | Maserati          | 55    | +5 krogov               |
| 7   | 38 | Dorino Serafini                | Scuderia Ferrari          | Ferrari           | 55    | +5 krogov               |
| 8   | 14 | Johnny Claes                   | Ecurie Belge              | Talbot-Lago       | 45    | +15 krogov              |
| 9   | 46 | Arnulfo Bilancia               | Privatnik                 | Maserati          | 53    | +17 krogov              |
| Ods | 30 | Luigi Villoresi Alberto Ascari | Scuderia Ferrari          | Ferrari           | 39    | Zadnje vpetje           |
| Ods | 6  | Georges Grignard               | Privatnik                 | Talbot-Lago       | 30    | Meh. okvara             |
| Ods | 28 | Rudolf Fischer                 | Privatnik                 | HWM-Alta          | 20    | Uplinjač                |
| Ods | 12 | Alberto Ascari                 | Scuderia Ferrari          | Ferrari           | 15    | Zadnje vpetje           |
| Ods | 10 | John Heath Lance Macklin       | Privatnik                 | HWM-Alta          | 11    | Diferencial             |
| Ods | 26 | Princ Bira                     | Enrico Platé              | Maserati          | 10    | Meh. okvara             |
| DNA | 8  | Chico Landi                    | Privatnik                 | Ferrari           |       |                         |
| DNA | 22 | Felice Bonetto                 | Scuderia Milan            | Maserati-Speluzzi |       |                         |
| DNA | 32 | Louis Rosier                   | Ecurie Rosier             | Talbot-Lago       |       | Nepripravljen dirkalnik |
| DNA | 34 | Louis Chiron                   | Officine Alfieri Maserati | Maserati          |       | Nepripravljen dirkalnik |
| DNA | 36 | Franco Rol                     | Officine Alfieri Maserati | Maserati          |       | Nepripravljen dirkalnik |
| DNA | 40 | Philippe Étancelin             | Privatnik                 | Talbot-Lago       |       | Poškodba                |
| DNA | 42 | Leslie Brooke                  | Privatnik                 | Maserati          |       |                         |
| DNA | 44 | Piero Carini                   | Privatnik                 | Maserati          |       |                         |